# 托马斯·博塞特
托马斯·博塞特（Thomas P. "Tom" Bossert，约1975年—）前美国政府官员。

## 生平
博塞特曾在小布什政府中担任白宫国土安全副顾问，参加规划了美国联邦政府首个网络安全战略。
2016年12月27日，美国当选总统唐纳德·特朗普任命托马斯·博塞特为总统国土安全和反恐助理。特朗普在声明中表示，经验丰富的博塞特有能力应对复杂的国土安全问题、反恐、网络安全挑战。博塞特表示自己将会把网络安全作为工作中的首要重点。
2018年4月10日，美国白宫证实，总统国土安全与反恐助理托马斯·博塞特辞职。